# Fosfoni

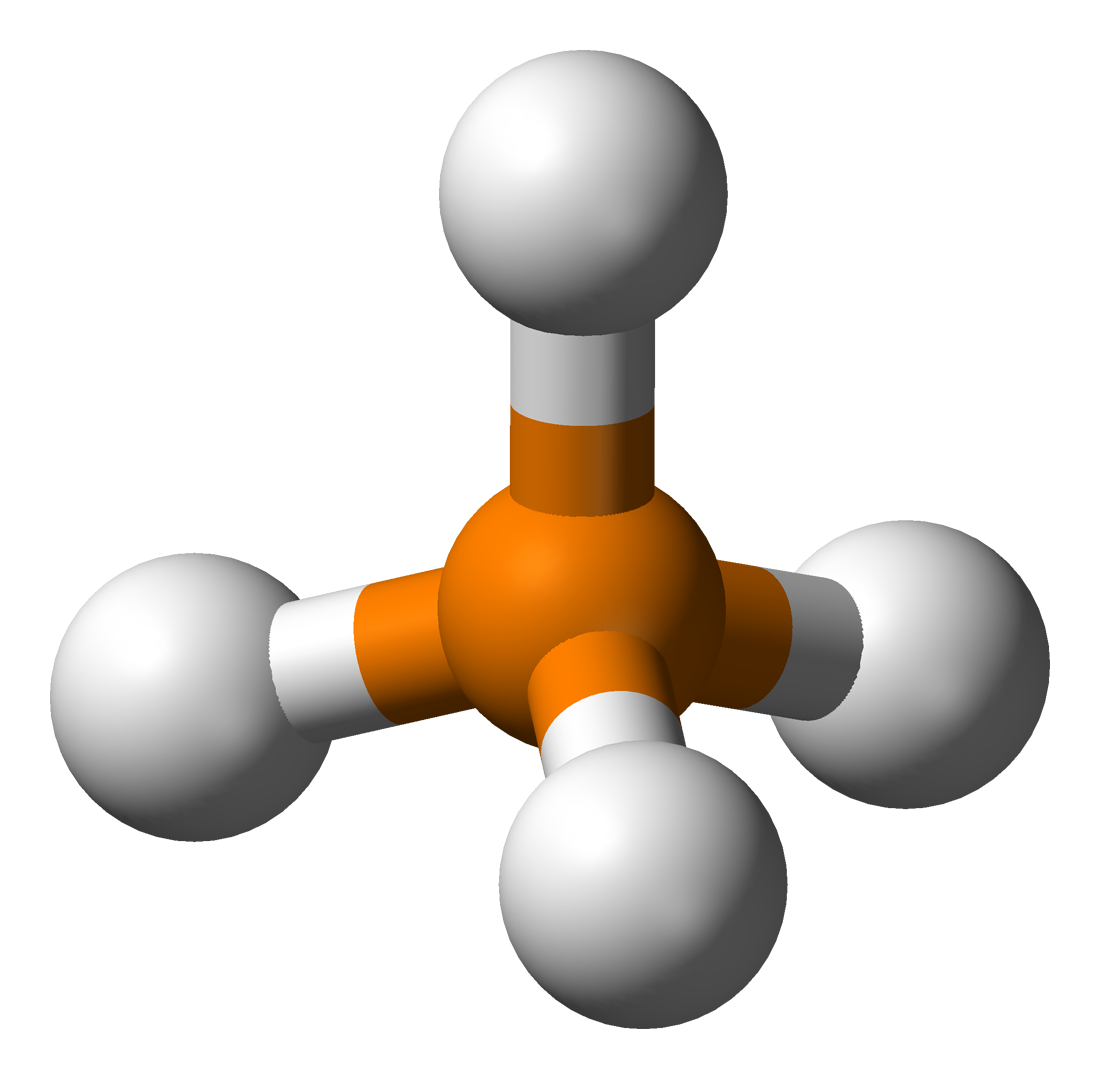
Model tridimensional del catió fosfoni.

En química, el catió fosfoni és un ió poliatòmic carregat positivament, representat per la fórmula química PH₄+, resultat de la protonizació de la fosfina. Té una massa molar de 35,01 g/mol.
La seva estructura de Lewis seria , on el fòsfor forma un enllaç datiu amb un hidrogen H+.